# مورتلیک
longitudeمورتلیکlatitudeمورتلیک
مورتلیک (به انگلیسی: Mortlake) یک ناحیه در لندن است که در منطقه ریچموند آپون تیمز لندن واقع شده‌است.

## خصوصیات
مورتلیک ۴٫۵۰ کیلومترمربع مساحت دارد.